# 乙二酸酐
乙二酸酐也称为草酸酐或环氧乙烷二酮，是一种假想的有机碳氧化物。这种化合物的分子式为C2O3。乙二酸酐可被认为是乙二酸的酸酐或环氧乙烷的二羰基取代物。
乙二酸酐至今（直到2011）仍未被发现。但在1998年，Paolo Strazzolini等人称他们已实现对二氧杂环己烷四酮（C4O6，可视作乙二酸的环状二聚物）的合成。
有研究人员推测乙二酸酐可能是某些乙二酸酯热解中产生的短暂存在的中间体。另有研究认为乙二酸酐是一些乙二酰氯的化学发光反应里的中间体。